# Hoofdspoorweg
Een hoofdspoorweg is een spoorweg die een onderdeel is van een hoofdspoorwegnet. Een hoofdspoorwegnet is een spoorwegsysteem dat hoofdzakelijk ingericht is voor vervoer over langere afstanden en voor gebruik van meerdere treinsoorten. Metronetten en tramnetten zijn andere voorbeelden van spoorwegsystemen.
Volgens de Nederlandse Spoorwegwet is een hoofdspoorweg een "spoorweg die uitsluitend of overwegend bestemd is voor het verrichten van openbaar personenvervoer of goederenvervoer ten behoeve van internationale, nationale of regionale verbindingen" en waarvan "de Staat rechthebbende is". Het begrip omvat het hoofdrailnet, maar ook spoortrajecten met decentraliseerd personenvervoer, goederenlijnen en aansluitingen met het buitenland. Spoorwegen de status hoofdspoorweg hebben is vastgelegd in het Besluit aanwijzing hoofdspoorwegen van 20 december 2004.
Een hoofdspoorweg is te vergelijken met een 'Hauptbahn' (of 'Hauptstrecke') in Duitsland. Op een Duitse Hauptbahn moet de spoorconstructie een aslast van minimaal 20 ton kunnen dragen.
Sinds 1 januari 2005 worden alle hoofdspoorwegen beheerd door ProRail.

## Lokaalspoorweg
Tot 1878 stelde de wetgever aan alle spoorwegen in Nederland dezelfde eisen. Na dat jaar maakte de Wet omtrent regeling van de dienst op locaalspoorwegen het mogelijk om ook spoorwegen aan te leggen waaraan minder hoge technische eisen worden gesteld; de lokaalspoorweg. De meeste lokaalspoorwegen zijn opgeheven, enkele lijnen zijn later alsnog omgezet in hoofdspoorwegen. Sindsdien was bijna het gehele Nederlandse spoorwegnet "hoofdspoorweg". Sinds 2005 zijn een aantal museum- en sneltramlijnen aangewezen als lokaalspoorweg. Om te voorkomen dat ProRail een aantal museumspoorlijnen zou gaan beheren werden deze lijnen per 1 januari 2005 aangewezen als lokaalspoorweg.